# オレクサンドル・クラトフ
オレクサンドル・クラトフ（Oleksandr Kratov、1985年3月31日 - ）は、ウクライナのオリエンテーリング選手。ハリコフ国立体育アカデミー出身。

## 実績

### ジュニア時代
クラトフはジュニア時代に特別目立った成績を残しておらず、ジュニア世界選手権（JWOC）出場も2004年にポーランドのグダニスクで開催されたJWOC2004のみであり、結果もミドル競技で47位、リレー競技で16位と、上位に食い込むことはなかった。

### シニア時代
2006年から国際大会への出場をはじめ、ヨーロッパ選手権（EOC）やワールドカップに出場。同年、世界選手権（WOC）にも初出場するが、成績を残すことはできなかった。
毎年のように国際大会への出場を続ける中で、2008年にヴェンツピルスで開催されたEOC2008のミドル競技で9位に入ると、2010年にノルウェー・トロンハイムで開催されたWOC2010ミドル競技では5位、翌2011年のフランス・サヴォワで開催されたWOC2011ミドル競技で4位、2012年にファールンで開催されたEOC2012ミドル競技でも4位と、メダルにこそ手が届かないものの、コンスタントに上位を争う選手へと成長した。
そして2013年、フィンランド・ヴォカッティにて開催されたWOC2013リレー競技でウクライナはロシア、スウェーデンに次ぐ3位となり、銅メダルを獲得する。世界選手権でウクライナがメダルを獲得するのは男女を通じて初めてのことだった。
2014年にイタリアで開催されたWOC2014では、得意のミドル競技においてオラフ・ルンダネス、ファビアン・ハートナーに続いて3位入賞、クラトフにとっては世界選手権で2枚目のメダルを獲得した。世界選手権の個人競技でメダルを獲得したのは、ウクライナ人としてはユーリ・オメルチェンコに続いて2人目となる。
また、クラトフはナイト競技を得意としており、2011年と2013年のスウェーデン選手権において優勝、2009年に準優勝の成績をおさめている。

## その他
- クリミアのフェオドシヤ出身であり、現在はスウェーデンのカールスクルーナ在住。
- 2008年まではフィンランドのTurun Metsänkävijätに所属しJukolaに出場していたが、2009年からはスウェーデンのOK Orionに所属している。